# Crassicutis choudhuryi
Crassicutis choudhuryi is een soort in de taxonomische indeling van de platwormen (Platyhelminthes). De worm is tweeslachtig en kan zowel mannelijke als vrouwelijke geslachtscellen produceren. De soort leeft in zeer vochtige omstandigheden. 
De platworm behoort tot het geslacht Crassicutis en behoort tot de familie Apocreadiidae. De wetenschappelijke naam van de soort werd voor het eerst geldig gepubliceerd in 2008 door Perez-Ponce de Leon, Razo-Mendivil, Rosas-Valdez, Mendoza-Garfias & Mejia-Madrid.